# Zioulzia
Zioulzia (en russe : Зюльзя) est un village russe du raïon de Nertchinsk du kraï de Transbaïkalie, en Sibérie. Il fait partie de l'établissement rural de Zioulzia, et sa population s'élevait à 1 401 habitants au recensement de 2021.

## Géographie
Le village de Zioulzia se situe dans le kraï de Transbaïkalie, un kraï situé en Transbaïkalie, région de Sibérie orientale, en Russie. Il fait partie du district fédéral extrême-oriental. Le village fait partie du raïon de Nertchinsk, un raïon du kraï, avec Nertchinsk comme centre administratif. Il fait partie de l'établissement rural de Zioulzia, une municipalité dont il est le chef-lieu,.
Le fuseau horaire du village est MSK+6 (heure de Iakoutsk). Le décalage horaire appliqué par rapport au temps universel coordonné est +09:00.

## Histoire
Le village a été fondé dans le seconde moitié du XVIIIe siècle.

## Démographie
Recensements (*) et estimations de la population,,:
| 1989* | 2002 * | 2010* | 2021* |
| ----- | ------ | ----- | ----- |
| 1 780 | 1 801  | 1 600 | 1 401 |